# دهستان دچنلینگ
دهستان دچنلینگ (به لاتین: Dechenling Gewog) یک دهستان در کشور بوتان است که در ناحیهٔ پماگاتشل واقع شده‌است.